# Chinto Mari
Chinto Mari ist eine Märchengestalt aus den Geschichten der Sinti. Er wird als mit der Figur Till Eulenspiegel vergleichbar beschrieben.
Laut der Geschichte wurde in Deutschland vor langer Zeit ein Sintibub geboren, welchen seine Eltern auf den Namen Marian taufen ließen. Er war so lebhaft wie fünf Kinder seines Alters, weshalb er vom Pfarrer einmal im Scherz Cinquemarian, der „fünffache Marian“ genannt wurde, woraus mit der Zeit Chinto Mari (oder auch Chintomari) wurde. Unter diesem Namen ist er bei den Sinti in Deutschland bekannt und über ihn werden viele Geschichten erzählt.